# 尼克·沃吉爾
尼克·沃吉爾（英語：Nick Vogel；1990年2月5日—）是一位美國排球運動員。在2012-13賽季，他曾經效力於希臘排球聯賽的帕納辛納科斯。他也是美國國家排球隊的一員。他畢業於加利福尼亞大學洛杉磯校。